# Hypothyris barii
Hypothyris barii är en fjärilsart som beskrevs av Bates 1862. Hypothyris barii ingår i släktet Hypothyris och familjen praktfjärilar. Inga underarter finns listade i Catalogue of Life.